# پیتر چینی
پیتر چینی (انگلیسی: Peter Cheyney؛ ‏ ۲۲ فوریهٔ ۱۸۹۶ – ۲۶ ژوئن ۱۹۵۱) نویسنده، رمان‌نویس، و روزنامه‌نگار اهل بریتانیا بود.
از فیلم‌ها یا مجموعه‌های تلویزیونی که وی در آن‌ها نقش داشته‌است، می‌توان به با آقای کالاهان آشنا شوید اشاره نمود.